# Morgana Lefay
Morgana Lefay je švédská power/thrash/groove metalová kapela založená roku 1989 ve městě Bollnäs a pojmenovaná podle čarodějnice jménem Morgana Le Fay z pověstí o králi Artuši. Mezi její inspirace patřily např. skupiny Savatage, Crimson Glory, Queensrÿche, Uriah Heep, Black Sabbath, Sanctuary, Pantera.
Předchůdkyní byla v letech 1986–1989 kapela Damage.
V průběhu času se několikrát rozpadla a znovu obnovila. V roce 1997 se po rozpadu Persson, Heder a Söderlind přestěhovali do Stockholmu a rozhodli se zachovat název. Rytkönen a Eriksson společně s novým bubeníkem Robinem Engströmem pokračovali do roku 2004 pod názvem Lefay. Poté získali práva na opětovné užívání názvu Morgana Lefay.
První nahrávka skupiny se jmenuje Symphony of the Damned, vyšla jako vinylová deska v roce 1990 a členové kapely si ji financovali sami.

## Diskografie

### Morgana Lefay

#### Dema
- Rumours of Rain (1992)

#### Studiová alba
- Symphony of the Damned (1990)
- Knowing Just as I (1993) – souhrn dvou demonahrávek[1]
- The Secret Doctrine (1993)
- Sanctified (1995)
- Maleficium (1996)
- Morgana Lefay (1999)
- Grand Materia (2005)
- Aberrations of the Mind (2007)

#### Singly
- Sculptures of Pain (1995)
- Over and Over Again (2007)

#### Kompilace
- Past Present Future (1995)
- Fata Morgana (1998)

### Lefay
- The Seventh Seal (1999)
- Symphony of the Damned (1999) – celým názvem Symphony of the Damned – Re-symphonised, předělání nahrávky Symphony of the Damned z roku 1990
- SOS (2000)